# Берковська Емілія Михайлівна
Емілія Берковська (псевдо: Мотря; 27 грудня 1921 – 2 червня 2013, м. Долина) – референтка УЧХ Долинського повітового/надрайонного проводу ОУН, лицарка Бронзового хреста заслуги.

## Життєпис
Активістка «Просвіти» та «Сокола». 
Очолювала УЧХ Долинського надрайонного проводу ОУН. 
У 1947 році засуджена на 10 років під чужим прізвищем, перебувала в ув'язненні в Сибіру. Після повернення таємно прийняла монаші обіти. Проживала у місті Долині, була членкинею Долинського районного братства ОУН-УПА. 

## Нагороди
Інформацію про нагородження Бронзовим хрестом заслуги ій повідомив у листі в ув'язнення провідник Болехівського районного проводу ОУН Василь Гошовський-«Дорошенко» : 
| Між іншим, Ви дістали Бронзовий хрест за добру роботу при господарці, на якій Ви працювали до часу Вашого від’їзду в чужину…[1] |
У 2012 році була нагороджена грамотою Долинської районної ради.